# Margaret Lindsay
Margaret Lindsay (19 de septiembre de 1910 - 9 de mayo de 1981) fue una actriz cinematográfica estadounidense. 

## Origen
Su verdadero nombre era Margaret Kies, y nació en Dubuque, Iowa. Era la mayor de cinco hermanos. Su padre era un farmacéutico que falleció en 1930, antes de que ella iniciara su carrera en Hollywood. Lindsay se graduó en 1930 en la Visitation Academy de Dubuque.

## Carrera

### Década de 1930
Tras estudiar en el National Park Seminary en Washington D. C., Lindsay convenció a sus padres para ingresar en la American Academy of Dramatic Arts de Nueva York. Después viajó a Inglaterra para hacer su debut teatral. Actuó en obras tales como Escape, Death Takes a Holiday, y The Romantic Age.
A menudo se pensaba que Lindsay era británica, dado su convincente acento inglés. Esto llamó la atención de Universal Studios, que la contrató para rodar el film de 1932 The Old Dark House. Sin embargo, cuando ella llegó a Hollywood descubrió que el papel lo había obtenido Gloria Stuart.
Tras algunos papeles menores, fue seleccionada por 20th Century Fox para trabajar en Cavalcade (Cabalgata). Lindsay interpretó a Edith Harris, una novia inglesa cuyo viaje nupcial tiene lugar en el Titanic. Lindsay ganó el papel gracias a su acento británico y a una trabajada "biografía" que decía que ella había nacido en un suburbio londinense.
Su trabajo en Cabalgata le valió un contrato con Warner Bros., compañía para la que trabajó como actriz de reparto actuando con actores de la talla de Paul Muni, Errol Flynn, Henry Fonda, Warren William, Leslie Howard, George Arliss, Humphrey Bogart, Boris Karloff y Douglas Fairbanks Jr.. Lindsay actuó en cuatro ocasiones como la enamorada de James Cagney en filmes de la Warner entre 1933 y 1935. Dichos filmes fueron Frisco Kid, Devil Dogs of the Air, G-Men y Lady Killer.
Actuó con Bette Davis en cuatro películas de Warner Bros.: como rival de Davis en Jezabel (1938), como hermana de Davis en la olvidada joya de 1934 Fog Over Frisco, y dos filmes de 1935, Dangerous y Bordertown. En el último, el papel masculino protagonista lo interpretaba Paul Muni.

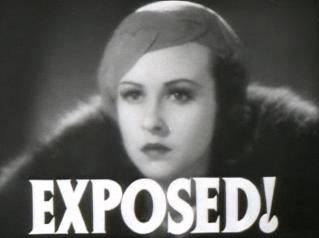
Margaret Lindsay en The Law in Her Hands (1936).

Un ejemplo de su trabajo en primeros papeles de filmes de bajo presupuesto para Warner Bros. Fue el título de 1936 The Law in Her Hands. Desafortunadamente, fue rodada con posterioridad a la entrada en vigor del Código Hays, por lo que sufrió una alteración del guion que quitó importancia a su personaje femenino.

### Década de 1940
Quizás el mejor papel de Lindsay fue el que interpretó en The House of the Seven Gables en 1940, con George Sanders y Vincent Price, y dirigida por Joe May a partir de un guion de Lester Cole. 
En estos años participó en la serie cinematográfica producida por Columbia acerca del Crime Doctor, así como en la serie de filmes de Ellery Queen entre 1940 y 1942. 
Lindsay actuó en un papel secundario en la película de 1942 The Spoilers, con John Wayne, y en Scarlet Street (1945), de Fritz Lang, con Edward G. Robinson, Joan Bennett y Dan Duryea. Aunque a finales de los años cuarenta ocasionalmente interpretó papeles de reparto para MGM en filmes como Cass Timberlane, con Spencer Tracy, su carrera artística ya empezaba a declinar y tuvo que actuar en películas de bajo presupuesto en estudios como Monogram Pictures y PRC.
Por todo ello, volvió al teatro y trabajó junto a Franchot Tone en The Second Man.

### Décadas de 1950 y 1960
Debutó en la televisión en 1950 con La importancia de llamarse Ernesto, obra en la cual usó de nuevo su elegante acento británico. A esta actuación siguieron otras varias en el mismo medio.
En los años cincuenta únicamente actuó en cuatro películas, y en solo dos en los sesenta. Su último largometraje, estrenado cuando ella tenía 53 años, fue Tammy and the Doctor (1963), junto al actor Macdonald Carey.

## Vida personal
Lindsay vivió con su hermana Helen en Hollywood. A pesar de tener relaciones sentimentales con actores como William Gargan y Edward Norris, ella nunca se casó, lo cual motivó la inevitable especulación sobre sus tendencias sexuales. A esta especulación se sumó el hecho de que sus compañeros eran estrellas "inocuas" como César Romero, Richard Deacon e, incluso, Liberace, todos ellos homosexuales. La compañera de Lindsay fue la actriz Mary McCarty.
Lindsay falleció en 1981 a causa de un enfisema en el Hospital Good Samaritan de Los Ángeles. Fue enterrada en el Cementerio de Holy Cross en Culver City, California.

## Filmografía seleccionada
| - Okay, America! (1932) - The Fourth Horseman (1932) - Cabalgata (1933) (Oscar a la mejor película) - Christopher Strong (Hacia las alturas) (1933) - Private Detective 62 (1933) - Baby Face (1933) - Voltaire (1933) - The World Changes (El mundo cambia) (1933) - Lady Killer (El guapo) (1933) - Fog Over Frisco (1934) - The Merry Wives of Reno (1934) - Gentlemen Are Born (Los caballeros nacen) (1934) - Bordertown (Barreras infranqueables) (1935) - Devil Dogs of the Air (Diablos del aire) (1935) - The Florentine Dagger (1935) - The Case of the Curious Bride (1935) - G Men (Contra el imperio del crimen) (1935) - Frisco Kid (La ciudad siniestra) (1935) - Dangerous (1935) - Public Enemy's Wife (1936) - Green Light (1937) - Slim (1937) - Jezabel (Jezebel, 1938) | - Broadway Musketeers (1938) - On Trial (1939) - Hell's Kitchen (1939) - British Intelligence (1940) - The House of the Seven Gables (1940) - Ellery Queen, Master Detective (1940) - Ellery Queen's Penthouse Mystery (1941) - Ellery Queen and the Perfect Crime (1941) - Ellery Queen and the Murder Ring (1941) - A Close Call for Ellery Queen (1942) - The Spoilers (Los usurpadores) (1942) - Enemy Agents Meet Ellery Queen (1942) - A Desperate Chance for Ellery Queen (1942) - Crime Doctor (El oráculo del crimen) (1943) - The Adventures of Rusty (1943) - Scarlet Street (Perversidad) (1945) - Seven Keys to Baldpate (1947) - Cass Timberlane (Dos edades del amor) (1947) - The Vigilantes Return (1947) - Please Don't Eat the Daisies (No os comáis las margaritas) (1960) - Tammy and the Doctor (1963) |